# Antonio Arias Alvarenga
Antonio Javier Arias Alvarenga (Puerto Casado, 7 settembre 1972) è un arbitro di calcio paraguaiano, internazionale dal 2005.

## Carriera
Arbitro internazionale dal 1º gennaio 2005, inizia subito ad essere designato con una certa continuità in Copa Libertadores e Copa Sudamericana. Di quest'ultima competizione è arrivato a dirigere la finale di andata nell'edizione del 2012.
Ha preso parte ai Mondiali Under 20 in Colombia nel 2011 dove si è distinto per aver diretto ben cinque partite.  Ha inoltre diverso diverse partite tra nazionali maggiori valide come amichevoli e anche per le qualificazioni ai mondiali.
Nell'aprile 2012 viene inserito dalla FIFA in una lista di 52 arbitri preselezionati per i Mondiali 2014. Tuttavia, non riesce nell'obiettivo di essere convocato per la fase finale del campionato mondiale, venendo eliminato in un taglio successivo dalla lista dei candidati.
Nel giugno del 2013 è selezionato dalla FIFA per prendere parte ai Mondiali Under 20 in Turchia. Nella circostanza dirige una partita della fase a gironi.
Nel 2015 è stato designato per dirigere la finale di andata fra Tigres e River Plate.